# あさがお (あさみちゆきの曲)
「あさがお」は、2008年3月5日に発売されたあさみちゆきの7枚目のシングル。

## 収録曲
1. あさがお (3分56秒)
作詞：高田ひろお／作曲：網倉一也／編曲：宮崎慎二
2. 萬年橋から清洲橋 (4分11秒)
作詞：さくらちさと／作曲：網倉一也／編曲：宮崎慎二
3. あさがお（オリジナル・カラオケ） (3分56秒)
作曲：網倉一也／編曲：宮崎慎二
4. 萬年橋から清洲橋（オリジナル・カラオケ） (4分9秒)
作曲：網倉一也／編曲：宮崎慎二